# مارغريت بال (كاتبة)
مارغريت بال (بالإنجليزية: Margaret Ball)‏ (7 نوفمبر 1947، تكساس في الولايات المتحدة)؛ كاتِبة وروائية أمريكية، عُرِفت بكتاباتها الفنتازية، التاريخية، والخيالية العلمية.